# Fritz Brinkhoff

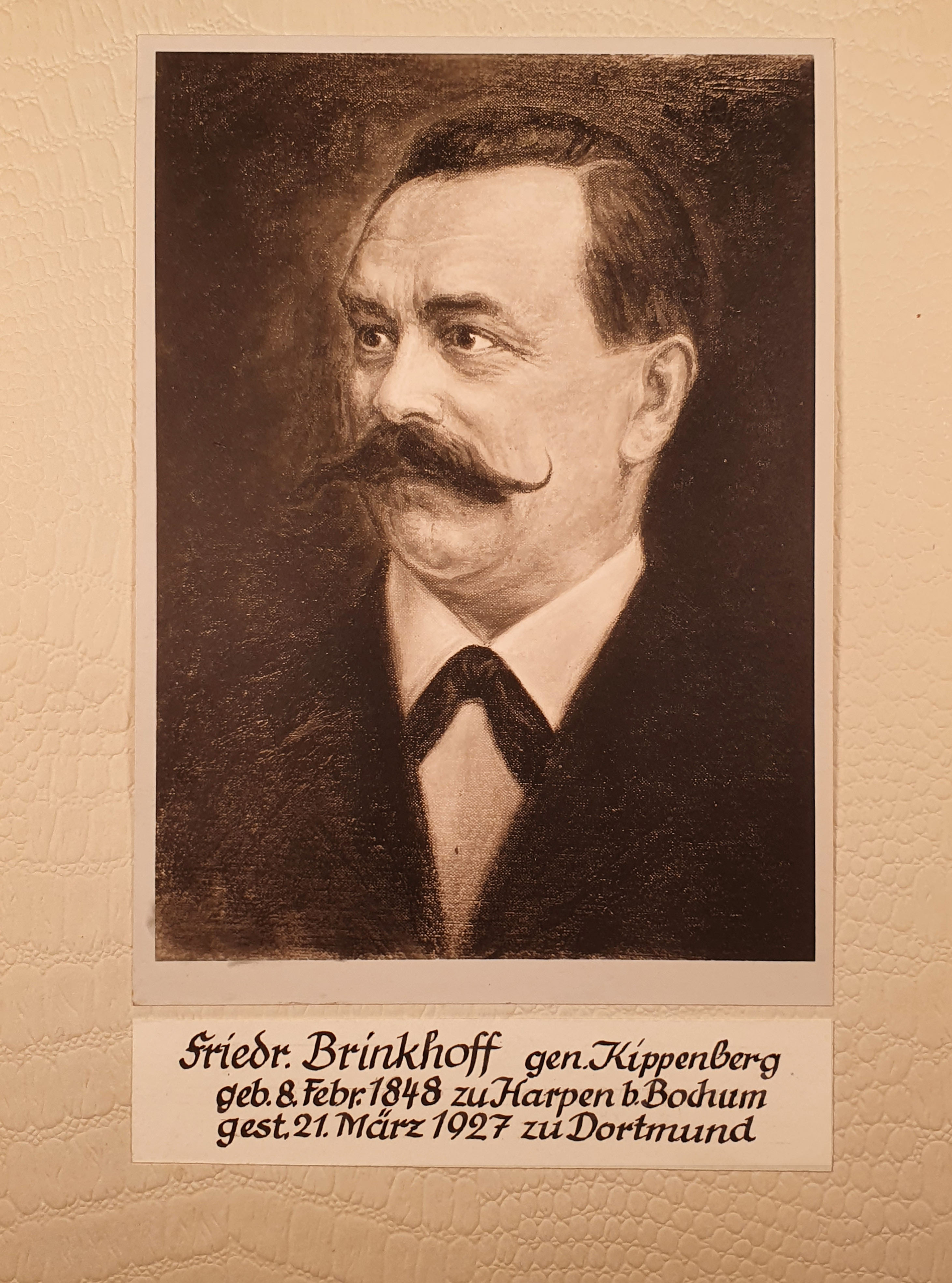
Fritz Brinkhoff

Fritz Brinkhoff (* 8. Februar 1848 in Harpen als Diedrich Heinrich Friedrich Wilhelm Georg Brinkhoff; † 21. März 1927 in Dortmund) war ein deutscher Braumeister. Er war Gründungsbraumeister der Dortmunder Union-Brauerei (DUB) im Jahre 1873 und arbeitete für dieses Unternehmen 50 Jahre lang, später auch als Vorstand. Unter seiner Leitung entstand in den 1880er Jahren die neue Biersorte „Export“.

## Biografie

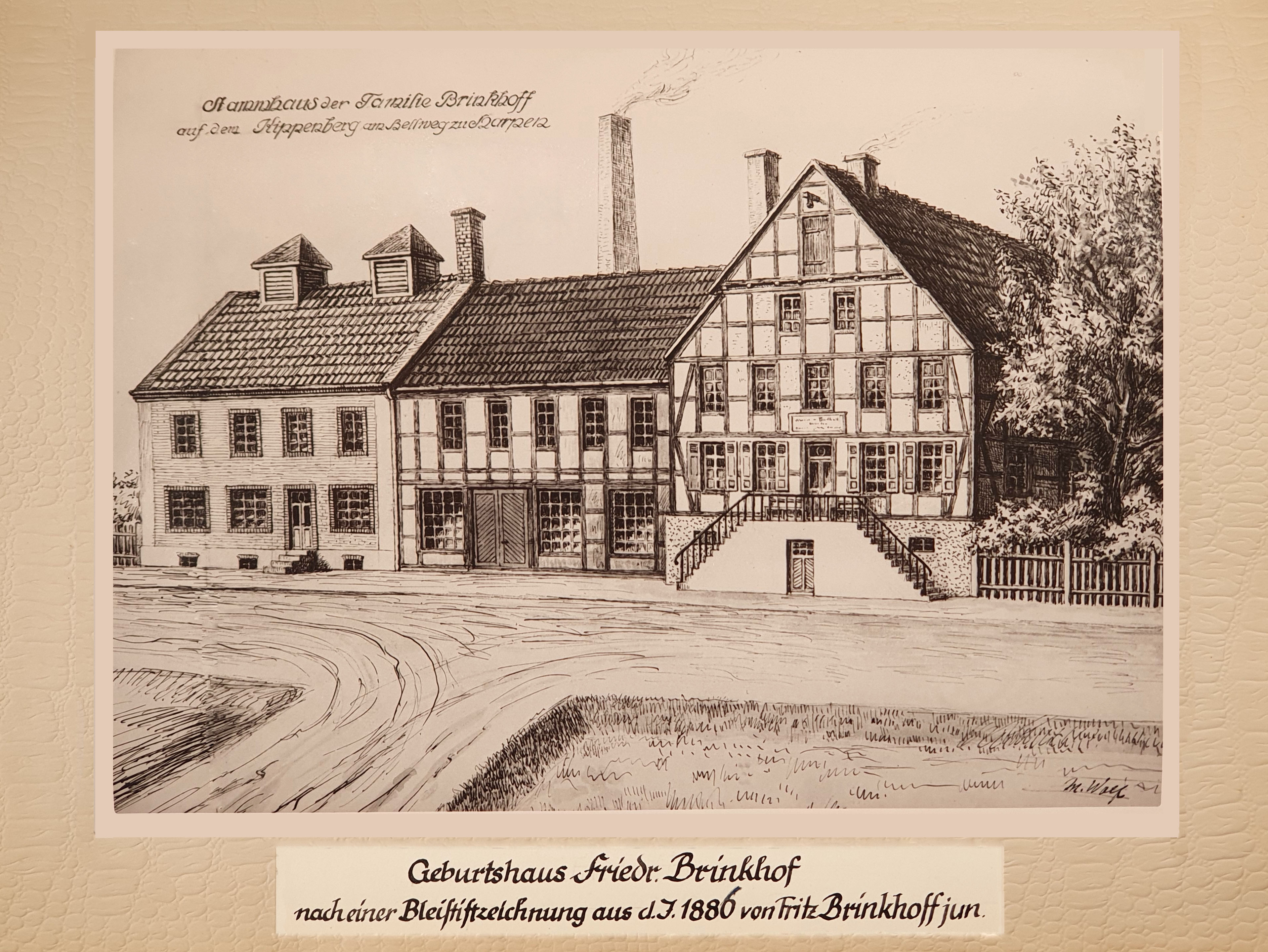
Geburtshaus von Fritz Brinkhoff

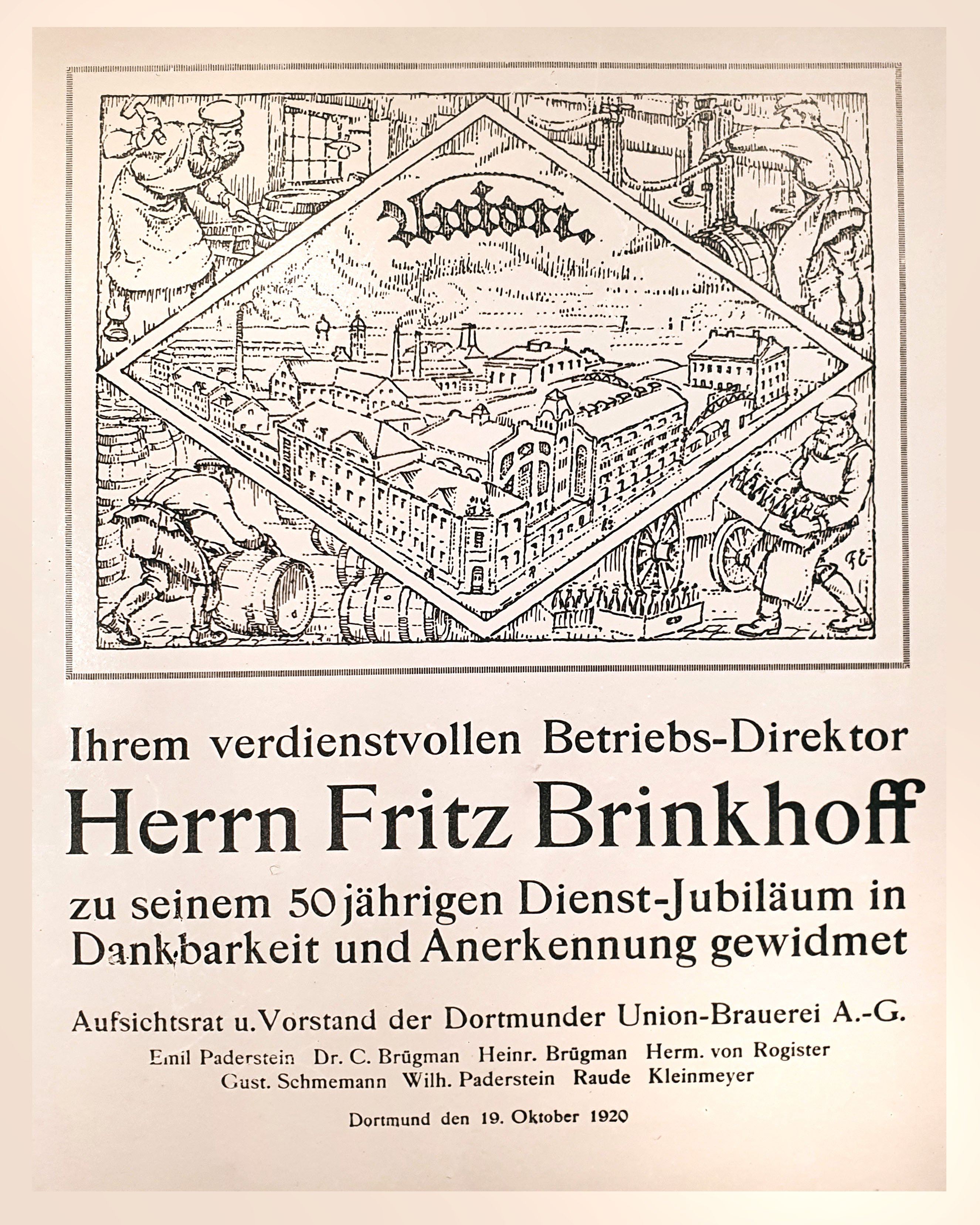
Urkunde zum 50-jährigen Dienstjubiläum

Fritz Brinkhoff wurde am 8. Februar 1848 im heutigen Bochumer Stadtteil Harpen geboren. Seine Familie betrieb bereits seit 1626 über viele Generationen hinweg eine Landwirtschaft mit einer Brauerei und Mälzerei, verbunden mit einer Gaststätte.
In Bochum besuchte Brinkhoff das Königlich-Preußische Gymnasium und erlernte anschließend bei der Brauerei Brand in Barmen das Brauerhandwerk. Nach dem Abschluss seiner Lehre ging er auf Wanderschaft durch Deutschland und Österreich, die ihn nach Leipzig, Dresden, Berlin, Pilsen und Wien führte, vermutlich auch nach Antwerpen und Brüssel.
1869 fand Fritz Brinkhoff eine Anstellung als Betriebsführer bei der Dortmunder Kloster-Brauerei Gebr. Meininghaus, wechselte aber schon nach kurzer Zeit zur Dortmunder Löwenbrauerei vorm. Peter Overbeck. 1870 wurde Fritz Brinkhoff aufgrund seines guten Rufes von Heinrich Leonhard Brügman als technischer Leiter für die Brauerei Wilhelm Struck & Co. OHG abgeworben, in die sich Brügmann mit einem weiteren kapitalkräftigen Geschäftspartner gerade eingekauft hatte. Sein Vertrag beinhaltete neben 100 Talern monatlich eine mietfreie Wohnung, „Brand und Licht“ sowie eine Umsatzbeteiligung von 2 Groschen (20 Pfennigen) je verkauftem Hektoliter, die bei guten Braumeistern üblich war und Kaßmännchen genannt wurde. Außerdem standen ihm gebrauchte Hefe und Malzkeime zur freien Verfügung.
Am 30. Januar 1873 wurde die Dortmunder Union-Brauerei (DUB) gegründet. Der Name ging auf eine Anregung Brinkhoffs zurück. Die Brauerei startete mit 39 Mitarbeitern einem Jahresausstoß von 20.000 Hektolitern. Die Umsätze stiegen rasch. Ab 1881 wurde Dortmunder Union-Bier in Eisenbahnwaggons durch das Deutsche Reich gefahren.
Nachdem 1887 ein mit hellem Braumalz gebrauter Fehlsud – üblich waren damals in Dortmund obergäriges Bier und dunkles untergäriges Lagerbier – bei einem Aachener Kunden unerwartet reißenden Absatz gefunden hatte, war der helle Biertyp Export geboren. Um 1900 betrug der Jahresabsatz 200.000 Hektoliter. Der Erfolg des neuen Biertyps brachte ihm dank des Kaßmännchens ein Millionenvermögen. Zudem entwickelte er als erster Braumeister Deutschlands den Verkauf von Hefe zu einem überregional und im großen Stil betriebenen Geschäft, was ihm weiteren Wohlstand brachte. Auf diesen nahm der damalige Reichskanzler Bismarck Bezug, als er feststellte, nicht einmal so viel zu verdienen, wie ein Dortmunder Braumeister. Er hatte Brinkhoff während eines gemeinsamen Aufenthalts im Kurort Bad Kissingen kennengelernt.
Nach dem Tode Heinrich Leonhard Brügmans 1894 wurde Brinkhoff zum ordentlichen Vorstandsmitglied gewählt.
Am 1. Mai 1923 ging Fritz Brinkhoff nach 53 Jahren Brauer-Tätigkeit in der Dortmunder Union-Brauerei in den Ruhestand.

## Posthum
Ab 1977 wurde von der Dortmunder Union-Brauerei ein Pilsener Bier unter dem Namen Brinkhoff's No. 1 vertrieben, die weiterhin am Markt vertrieben wird, heute jedoch von der Dortmunder Brauereien GmbH innerhalb der Radeberger Gruppe hergestellt wird.
1981 wurde die ehemalige Sedanstraße in Dortmund entlang der Brauerei zu Ehren von Fritz Brinkhoff in Brinkhoffstraße umbenannt.